# Cinturón bilingüe

imagen de la zona cinturón bilingüe (zona de habla de varios idiomas extranjeros y nacionales)

«Cinturón bilingüe» (en inglés: bilingual belt, en francés: ceinture bilingue) es un término que describe las regiones de Canadá en las que comúnmente se habla francés e inglés. Se extiende desde el norte de Nuevo Brunswick, al este del país, hasta el sur de Manitoba, pasando por el sur de Quebec y el este y norte de Ontario.
Las ciudades principales de este cinturón incluyen Moncton y Edmundston en Nuevo Brunswick; Montreal y Sherbrooke en Quebec; Ottawa y Cornwall en el este de Ontario; Greater Sudbury, Timmins y North Bay en el norte de Ontario, y, por último, Winnipeg (en especial la comunidad de San Boniface) en Manitoba.
Fuera de este cinturón, la población canadiense es primordialmente francófona en Quebec y anglófona en el resto de Canadá. El término fue acuñado por Richard Joy en su libro Languages in Conflict («Lenguas en conflicto»). Comprobó que fuera de este cinturón se imponía el uso de una sola lengua, mientras que en el cinturón ambas prosperaban. Esto era patente sobre todo en el oeste de Canadá, donde la población francófona, que antaño era significativa, desaparecía.